# Craspedosis munda
Craspedosis munda là một loài bướm đêm trong họ Geometridae.